# Långstjärtad vårtparadisfågel
Långstjärtad vårtparadisfågel (Paradigalla carunculata) är en fågel i familjen paradisfåglar inom ordningen tättingar.

## Utbredning och systematik
Fågeln förekommer i Västpapua (Arfak- och Farfakbergen). Den behandlas som monotypisk, det vill säga att den inte delas in i några underarter.

## Status
IUCN kategoriserar arten som nära hotad.

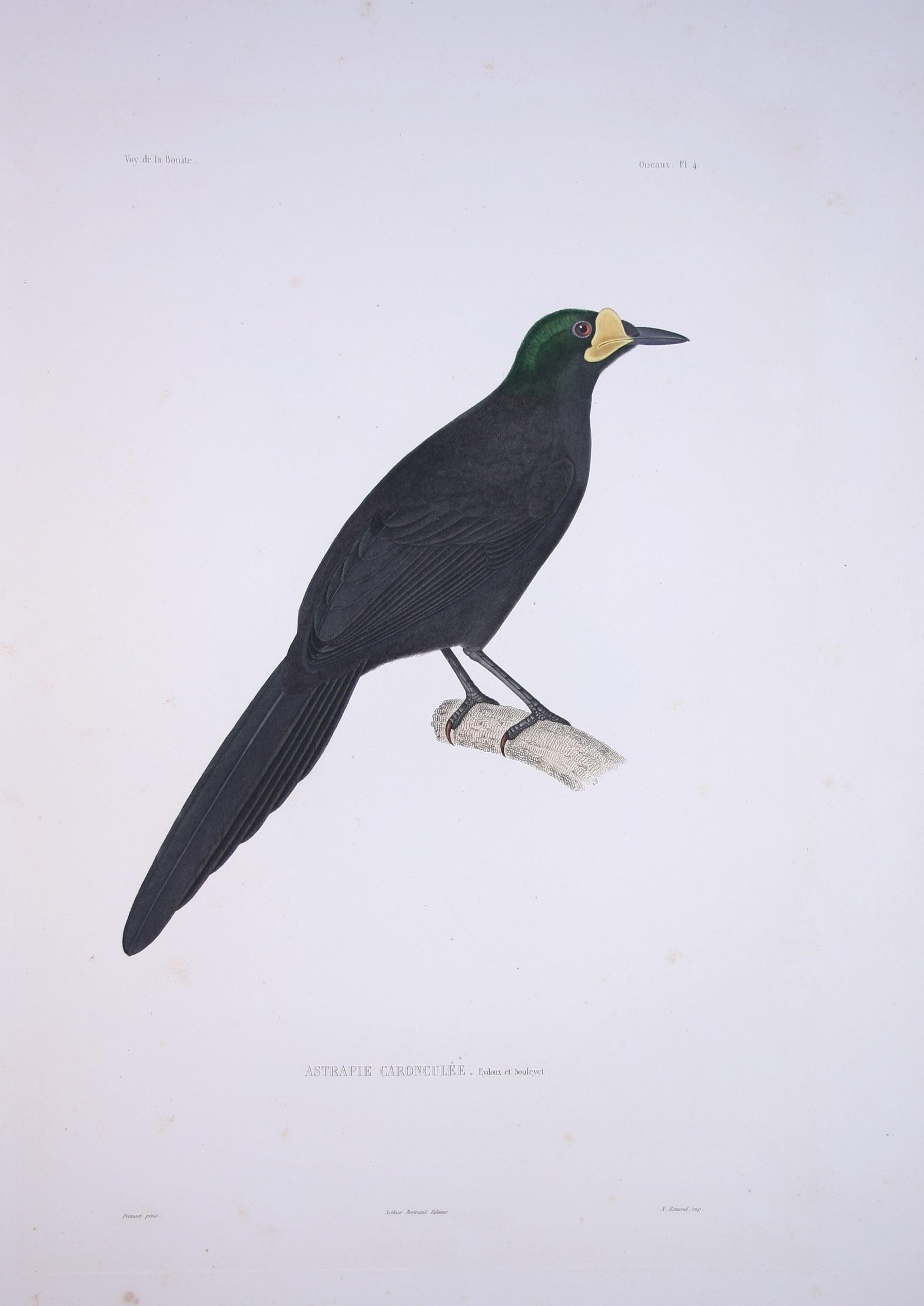